# عمر فايد
عمر الفايد ( (بالإنجليزية: Omar  EL Fayed) ; (من مواليد أكتوبر 1987)  عالم بيئة وناشر مصري. وهو الرئيس التنفيذي لشركة ESTEE (مؤسسات النظام البيئي التقني للأرض والفضاء)، ومقرها في سويسرا وبريطانيا، والتي تدعو إلى استكشاف الإنسان للفضاء ، واستعمار الفضاء ، والتنمية البشرية المستدامة داخل المحيط الحيوي . وهو المؤسس المشارك والرئيس التنفيذي لشركة إيرث إكس،  وهي شركة تصور البيانات ورسم الخرائط تعتمد على مشروع الرياح العالمية التابع لناسا . وهو رئيس مجلس إدارة سينرجيستك برس ومقرها في نيو مكسيكو ، وزميل معهد التقنيات البيئية .
احتل الفايد المرتبة 75 في قائمة "أقوى 100" لمجلة أريبيان بيزنس عام 2009.

## النشأة
ولد عمر الفايد في لندن، إنجلترا، لوالدته عارضة الأزياء الفنلندية هيني واتين ورجل الأعمال المصري محمد الفايد . كان المنتج السينمائي المصري دودي الفايد أخوه غير الشقيق.

## الحياة المهنية
بدأ الفايد العمل عندما كان مراهقًا في تجارة السلع. في عام 2006، عندما كان يبلغ من العمر 19 عامًا، تم تعيينه في مجلس إدارة هارودز وفي عشر شركات فرعية بما في ذلك نادي فولهام لكرة القدم وفندق ريتز في باريس، وجميع الشركات مملوكة لوالده. وكان من المتوقع أن يتولى فايد منصب رئيس هارودز،  إلا أنه استقال في عام 2009 لمتابعة دراسته للحصول على ماجستير إدارة الأعمال. وأعرب عن رغبته في التركيز على ريادة الأعمال البيئية بدلاً من ذلك، وعلق في إحدى المقابلات قائلا: "إن الثقافة الاستهلاكية لم تفعل أي شيء إيجابي لمستقبل البشرية". باع والده محمد الفايد متجر هارودز في عام 2010،  لشركة قطر القابضة ، صندوق الثروة السيادية لإمارة قطر ، مقابل 1.5 مليار جنيه إسترليني (2.3 مليار دولار).
الفايد هو رئيس شركة بيوتيكتشر، وهي مزود لأنظمة الجدران الخضراء المعيارية،  التي قامت ببناء جدران معيشة واسعة النطاق لناطحة سحاب ووكي توكي في مدينة لندن ، ومنشأة فيوليا لإعادة التدوير واستعادة الطاقة في ليدز . وفي عام 2014، أسس مبادرة المدينة الحية، وهي مبادرة للتواصل والتشاور مع الشركات الخضراء والمشاريع الحكومية. وهو مدير فندق ريتز باريس .
قام الفايد بإخراج مجلة بانش الساخرة قبل أن تتوقف عن النشر في عام 2002. يواصل نشر منشورات Punch عبر موقع التواصل الاجتماعي الفيسبوك ، بصفته محرر الصفحة.[بحاجة لمصدر]
كان الفايد منتجًا تنفيذيًا للفيلم الوثائقي لعام 2015 The Sunshine Makers ، الذي يدور حول تصنيع المركب المخدر إل إس دي في الستينيات.